# Ричард Кроуши
Ричард Кроуши (на английски: Richard Crawshay) (1739 – 27 юни 1810) е лондонски търговец на желязо и после фабрикант на железни изделия в южен Уелс.

## Биография
Ричард Кроуши е роден в Нормантън в Йоркшир. Отначало започва работа на 16 години като работи за господин Бикълуит от пристанището на Йорк, Лондон (при който е чирак) в склад за ковано желязо и става собственик на бизнеса след пенсионирането на Бикълуит през 1763.